# استان پیونگان جنوبی
استان پیونگان جنوبی (کره‌ای: 평안남도; مک‌کیون–ریشاور: Phyŏngannamdo؛ آوانگاری: [pʰjʌŋanːamdo])، یک استان در کشور کره شمالی است که در منطقهٔ کوانسو واقع شده‌است. این استان در سال ۱۸۹۶ از نیمه جنوبی استان پیونگان سابق تشکیل شد، تا سال ۱۹۴۵ یکی از استان های کره باقی ماند و سپس به استان کره شمالی تبدیل شد و مرکز آن پیونگسونگ است. 

## خصوصیات
استان پیونگان جنوبی ۱۲٬۳۳۰ کیلومترمربع مساحت و ۴٬۰۵۱٬۶۹۶ نفر جمعیت دارد.